# ژاک بروگنن
 ژاک بروگنن (فرانسوی: Jacques Brugnon‎؛ زاده ۱۱ مهٔ ۱۸۹۵ درگذشته ۲۰ مارس ۱۹۷۸) یک تنیس‌باز اهل فرانسه بود.